# Nationale Opwekkingsbeweging van Zuid-Azerbeidzjan
De Nationale Opwekkingsbeweging van Zuid-Azerbeidzjan (Azerbeidzjaans: Güney Azerbaycan Milli Oyanış Herekatı, GAMOH) is een beweging die pleit voor zelfbestuur van Azerbeidzjanen in Iran  en de unificatie van Zuid-Azerbeidzjan met de Republiek Azerbeidzjan.

## Missie
De beweging werd in 2002 opgericht door Mahmudali Chehregani, nadat hij de Nationale Vrijheidsbeweging van Zuid-Azerbeidzjan werd uitgezet. De beweging vertegenwoordigt Zuid-Azerbeidzjan bij de Organisatie van Niet-Vertegenwoordigde Naties en Volkeren.